# Lachva (vattendrag i Belarus)
Lachva (vitryska: Лахва) är ett vattendrag i Belarus.   Det ligger i voblasten Mahiljoŭs voblast, i den östra delen av landet, 180 km öster om huvudstaden Minsk.
I omgivningarna runt Lachva växer i huvudsak blandskog. Runt Lachva är det glesbefolkat, med 17 invånare per kvadratkilometer.